# 양주 청련사 독성도
양주 청련사 독성도(楊州 靑蓮寺 獨聖圖)는 대한민국 경기도 양주시 장흥면, 청련사에 있는 독성도이다. 2018년 4월 30일 문화재 지정 예고를 거쳐, 2018년 9월 10일 경기도의 유형문화재 제344호로 지정되었다.

## 지정 사유
20세기 초 불화의 명인으로 알려졌던 축연의 초기 작품으로 서울과 경기지역으로 활동무대를 옮겨 화사로 제작에 참여하였다는 점에서 학술적 가치가 있다. 조성시기와 제작처가 명확하고 ‘축연’의 초기작품 등 학술적 가치를 볼 때 지정 가치 충분하다.

## 같이 보기
- 청련사

## 참고 문헌
- 양주 청련사 독성도 - 국가유산청 국가유산포털